# Viktor Ivanovyč Zarec'kyj
Viktor Ivanovyč Zarec'kyj (in ucraino Віктор Іванович Зарецький?; Bilopillya, 8 febbraio 1925 – 23 agosto 1990) è stato un pittore, grafico, pedagogo, monumentalista e personaggio pubblico sovietico.

## Biografia

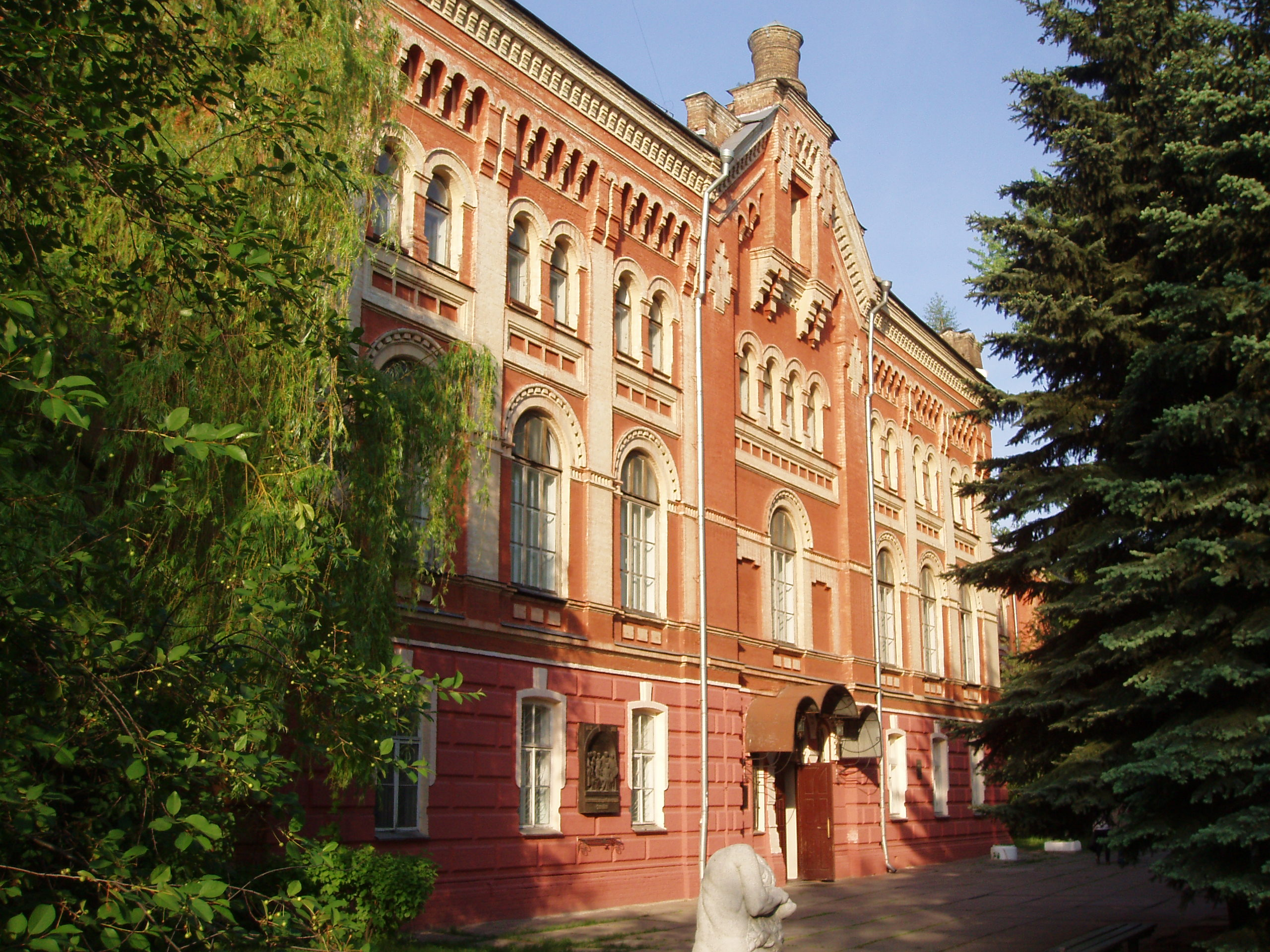
Aspetto odierno del Kyiv Art Institute, che Zaretsky ha frequentato sia come studente che docente.

Proviene dalla venerata famiglia cosacca di Zaretskys, che, secondo la leggenda, fu uno dei fondatori della città di Bilopillya nel XVII secolo. Fino al 1917, la famiglia Zaretsky aveva ricchezza e commerci non solo a Bilopillya, ma anche in molte città dell'Impero russo. Nel 1925 parte della famiglia fu costretta a trasferirsi nel Donbass, in fuga da possibili persecuzioni. Victor trascorre la sua infanzia e giovinezza nei villaggi della classe operaia di Horlivka e Stalino (ora Donec'k), dove suo padre Ivan Antonovich lavorava come contabile nell'industria chimica.
Nel 1943-1945 (Grande Guerra Patriottica) presta servizio nel reggimento di riserva. Dopo la smobilitazione, vive per qualche tempo con i suoi genitori nel villaggio di Obidimo vicino a Tula. Ha studiato privatamente lì con il pittore LM Orekhov. Nel 1946 entra alla scuola d'arte presso l'Istituto statale d'arte di Kiev, dove studia con Gennady Titov.
Dal 1947 al 1953 è stato studente presso il Kyiv Art Institute (ora Accademia Nazionale di Belle Arti e Architettura). Ha studiato con Konstantin Eleva, Mikhail Sharonov e Sergei Grigoriev. Era uno stalinista e studioso di Repin. Dal 1953 al 1957 è stato docente presso l'Istituto d'arte di Kiev.
Lui e la moglie Alla Hors'ka appartenevano a personaggi noti del "movimento degli anni Sessanta". 
Il 1970 è stato un anno tragico per Zaretsky. Ha perso sia suo padre che sua moglie lo stesso giorno. Non è mai stata condotta un'indagine completa e il caso è stato etichettato come violenza domestica. Presumibilmente, il padre di Zaretsky prima ha ucciso sua nuora e poi è morto suicida gettandosi sotto un treno. 
Muore il 23 agosto 1990, dopo una lunga malattia. Viene sepolto nel cimitero della città (Berkovetsky) nella tomba di sua madre e suo padre, accanto a sua moglie.

## L'artista e le opere
Il lavoro di Victor Zaretsky è caratterizzato da preferenze stilistiche eterogenee e dalla ricerca di qualcosa di nuovo nel tradizionale.  Nei primi dipinti Zaretsky ha affrontato temi affini al realismo socialista. Tuttavia, non ha dipinto ritratti di leader. I suoi dipinti e mosaici riflettono temi che hanno trovato echi ed empatia dentro di sé. Ad esempio, i temi del lavoro contadino e minatore. Dal 1955, l'artista ha lavorato nel Donbass. Lì ha creato dipinti come "Miners. Shift", "Dopo la guerra", "Cantiere minerario", "Dopo il cambiamento" e altri.
Nelle opere monumentali e decorative dell'artista, create in collaborazione con sua moglie Alla Gorskaya, si sente l'influenza dell'arte popolare. Zaretsky e Horska hanno viaggiato in diverse città ucraine e lì hanno creato meravigliosi mosaici: Prometeo , Terra , Fuoco e molti altri. Queste opere sono caratterizzate da luminosità, vitalità. Tra le opere monumentali più famose vi sono la decorazione (mosaico) della scuola secondaria di Donetsk (insieme a G. Zubchenko , G. Sinitsa , G. Marchenko) nel 1965-1966, il pannello a mosaico "Bandiera della Vittoria" al Museo delle Giovani Guardie a Krasnodon (ora Sorokin). (insieme a B. Plaksiy , A. Limarev , O. e V. Smirnov) nel 1968-1970. Viktor Zaretsky ha creato una galleria di ritratti di famose figure ucraine: Oles Honchar, V. Kasiyan, M. Yatskiv, L. Myronova, V. Shevchuk, I. Zaslavska, O. Horsky, R. Nedashkivska, etc.
Zaretsky nel corso degli anni '70 abbandona il realismo socialista a favore di uno stile art nouveau. I suoi temi preferiti diventano le donne e la natura. Il linguaggio plastico di Zaretsky-neomodernista è caratterizzato dai colori vivaci dell'arte popolare, da una varietà di stilizzazioni ornamentali, dall'uso di colori oro e rubino. La minaccia di un disastro ecologico è espressa in modo netto in molti suoi dipinti. 
Nel 1978 apre il suo studio d'arte, frequentato da oltre 200 studenti. Tra questi ci sono artisti famosi: Arsen Savadov, Olesya Avramenko, Oleksandr Kurinenko, Larysa Pisha, Maryna Sochenko, Taras Loboda, Mykola Shkaraputa e altri. Caratterizzato da approcci stilistici multi-fattoriali, nella sua creatività è stata costante la ricerca del nuovo nel tradizionale. Dopo il crollo dell'URSS, l'eredità dell'artista ricevette un'ampia risonanza straniera. In particolare, circa 30 sue opere sono state presentate all'asta di Christie's.
Le sue ultime opere - come Angeli (1988) e Ritratto di Liudmyla Kozachenko (1987) - includono dipinti ispirati a Klimt. Viktor Zaretsky è anche chiamato il Gustav Klimt ucraino. In effetti, l'influenza di Klimt nelle opere di questo artista è abbastanza evidente. Tuttavia, ciò non significa che abbia copiato le opere del pittore austriaco. Zaretsky ha aggiunto molta della propria creatività. In particolare, vengono spesso presentati elementi del folklore ucraino e dell'arte decorativa. 
L'artista ha anche scritto, e in parte dettato, i suoi ricordi. La sua eredità comprende anche appunti, saggi ed epistolari. Questi testi sono stati pubblicati nella prima metà degli anni '90 e nel 2009 sono stati pubblicati.
Dopo la caduta della cortina di ferro, il lavoro del famoso artista diventa ampiamente noto al di fuori dell'Ucraina. Nel 1994, Victor Zaretsky è stato insignito postumo del Premio di Stato dell'Ucraina per i dipinti degli ultimi anni della sua vita.
Durante la sua vita Zaretsky ha avuto solo una mostra personale: si è tenuta nella sala espositiva della Casa degli scienziati di Kiev nel 1989, un anno prima della sua morte.
L'opera di Victor Zaretsky è forse la più studiata tra gli artisti ucraini della seconda metà del XX secolo. A lui sono dedicati articoli, tesine, dissertazioni, dissertazioni. Sono state pubblicate monografie approfondite: The Artist Doomed to Time (2006) di Lesia Medvedeva e Libra of the Fate of Viktor Zaretsky di Olesya Avramenko (2008, 2011).
Le opere di Zaretsky sono apprezzate sia nello spazio culturale ucraino che al di fuori di esso. Ad esempio nel 1990 20 dipinti dell'artista furono venduti all'asta da Christie's.
Oltre ai musei, i dipinti di Zaretsky sono conservati in collezioni private in Ucraina, Regno Unito, Svizzera e Francia. Il valore delle sue opere è indicato anche dal fatto che le sue opere sono spesso contraffatte.

## Opere
- Minatori, 1956 Con quest'opera Zaretsky pose fine ai canoni cerimoniali e festivi; dipinge i minatori come persone dal lavoro duro ed estenuante.
- Giornata calda, 1957
- Il cantiee del minatore, 1958
- Ritratto di PP Syrovatko, 1960
- Ragazze, 1962
- Olja, 1969
- Pannello a mosaico Vento a Kiev 1967, coautore
- Flag of Victory al Museo delle Giovani Guardie di Krasnodon 1970, co-autore